# Partners of the Trail
Pour plus de détails, voir Fiche technique et Distribution.
Partners of the Trail est un film américain réalisé par Wallace Fox, sorti en 1931.

## Synopsis
Larry Condon commet un meurtre dans l'Est. S'échappant dans l'Ouest, il rejoint un autre homme originaire de l'Est, John Durant, qui lui aussi fuit la loi. Les deux hommes tombent amoureux de Ruby Gerard, une danseuse qui travaille pour gagner assez d'argent pour retourner chez elle à l'Est. Lorsque la loi rattrape John Durant, Larry apprend que son ami a été piégé pour le meurtre que lui-même a commis. Larry se confesse et retourne dans l'Est pour y recevoir sa punition. Ruby et Durant se réunissent.

## Fiche technique
- Titre original : Partners of the Trail
- Réalisation : Wallace Fox
- Scénario : George Arthur Durlam
- Décors : E.R. Hickson
- Photographie : Archie Stout
- Son : J. R. Balsley, Joe Phillips
- Montage : Fred Bain
- Production : Trem Carr
- Société de production : Monogram Pictures
- Société de distribution : Monogram Pictures
- Pays d'origine :  États-Unis
- Langue originale : anglais
- Format : Noir et blanc  — 35 mm — 1,20:1 — son mono
- Genre : Western
- Durée : 63 minutes
- Dates de sortie : États-Unis : 22 juillet 1931
- Licence : Domaine public

## Distribution
- Tom Tyler : Larry Condon
- Betty Mack : Ruby Gerard
- Reginald Sheffield : John Durant
- Lafe McKee : Shérif McWade
- Marguerite McWade : Mary Lopez
- Horace B. Carpenter : Skeets Briggs
- Pat Rooney : Burke